# Grebeneț
Grebeneț este o arie protejată (arie specială de conservare — SAC, sit de importanță comunitară — SCI) din Bulgaria întinsă pe o suprafață de 9.884,53 ha, integral pe uscat.

## Localizare
Centrul sitului Grebeneț este situat la coordonatele 42°40′53″N 26°33′14″E / 42.6814°N 26.5539°E.

## Înființare
Situl Grebeneț a fost declarat sit de importanță comunitară în martie 2007 pentru a proteja 1 specie de plante și 28 de specii de animale. Situl a fost protejat și ca arie specială de conservare în decembrie 2020.

## Biodiversitate
Situată în ecoregiunea continentală, aria protejată conține 13 habitate naturale: Lande oro-mediteraneene cu formațiuni endemice de grozamă, Tufărișuri subcontinentale peripanonice, Pajiști carstice calcaroase sau bazofile, de Alysso-Sedion albi, Pajiști uscate seminaturale și facies de acoperire cu tufișuri pe substraturi calcaroase (Festuco-Brometalia) (* situri importante pentru orhidee), Pajiști uscate din regiunea submediteraneeană estică (Scorzoneratalia villosae), Liziere de ierburi înalte hidrofile de câmpie și de nivel montan până la alpin, Izvoare petrifiante cu formare de travertin (Cratoneurion), Pante stâncoase calcaroase cu vegetație casmofită, Păduri de stejar și carpen Galio-Carpinetum, Păduri de stejar alb estice, Păduri aluvionare cu Alnus glutinosa și Fraxinus excelsior (Alno-Padion, Alnion incanae, Salicion albae), Păduri panonice-balcanice de stejar turcesc - stejar sesil, Păduri de fag vest-pontice.
La baza desemnării sitului se află mai multe specii protejate:
- plante (1): Himantoglossum caprinum
- amfibieni (3): buhai de baltă cu burta roșie (Bombina bombina), izvoraș-cu-burta-galbenă (Bombina variegata), Triturus karelinii
- mamifere (15): lupul (Canis lupus), vidră de râu (Lutra lutra), hamster românesc (Mesocricetus newtoni), liliac cu aripi lungi (Miniopterus schreibersii), liliac cu urechi mari (Myotis bechsteinii), liliac cu urechi de șoarece (Myotis blythii), liliac cu picioare lungi (Myotis capaccinii), liliac cărămiziu (Myotis emarginatus), liliac comun (Myotis myotis), liliacul mediteranean cu potcoavă (Rhinolophus euryale), liliacul mare cu potcoavă (Rhinolophus ferrumequinum), liliacul mic cu potcoavă (Rhinolophus hipposideros), liliacul cu potcoavă a lui méhely (Rhinolophus mehelyi), popândău (Spermophilus citellus), dihor pătat (Vormela peregusna)
- nevertebrate (6): croitorul mare al stejarului (Cerambyx cerdo), rădașcă (Lucanus cervus), croitorul cenușiu al stejarului (Morimus funereus), Paracaloptenus caloptenoides, Rosalia alpina, Unio crassus
- reptile (4): Elaphe sauromates, țestoasa de baltă (Emys orbicularis), Testudo graeca, țestoasă bănățeană (Testudo hermanni)

Pe lângă speciile protejate, pe teritoriul sitului au mai fost identificate 3 specii de amfibieni, 8 specii de mamifere, 9 specii de reptile.